# Doubí (Třebeň)
Doubí (németül: Aag) Třebeň településrésze Csehországban a Karlovy Vary-i kerület Chebi járásában. Központi községétől 1,5 km-re délre fekszik. A 2001-es népszámlálási adatok szerint 9 lakóháza és 39 lakosa van.